# Carleigh Frilles
Carleigh Bennett Frilles (* 11. April 2002 in Fairfax, Virginia) ist eine in den USA geborene philippinische Fußballspielerin.

## Karriere

### Verein
Seit 2020 spielt Frilles für die College-Mannschaft der Coastal Carolina Chanticleers.

### Nationalmannschaft
Bei der A-Nationalmannschaft wurde sie für die Asienmeisterschaft 2022 nominiert und debütierte bei diesem Turnier.
Am 9. Juli 2023 wurde sie für den Kader der Weltmeisterschaft 2023 nominiert.